# Troglophonte spelaea
Troglophonte spelaea is een eenoogkreeftjessoort uit de familie van de Laophontidae. De wetenschappelijke naam van de soort is voor het eerst geldig gepubliceerd in 1938 door Chappuis.